# Тшцинець (гміна Любартів)
Тшцинець (пол. Trzciniec) — село в Польщі, у гміні Любартів Любартівського повіту Люблінського воєводства.
Населення — 446 осіб (2011).
У 1975-1998 роках село належало до Люблінського воєводства.

## Демографія
Демографічна структура станом на 31 березня 2011 року:
|          | Загалом | Допрацездатний вік | Працездатний вік | Постпрацездатний вік |
| -------- | ------- | ------------------ | ---------------- | -------------------- |
| Чоловіки | 229     | 44                 | 159              | 26                   |
| Жінки    | 217     | 43                 | 123              | 51                   |
| Разом    | 446     | 87                 | 282              | 77                   |